# Jacqueline Kennedy Onassis
Jacqueline »Jackie« (Bouvier) Kennedy Onassis (roj. Jacqueline Lee Bouvier), ameriška novinarka in knjižna urednica, * 28. julij 1929, Southampton, New York, Združene države Amerike, † 19. maj 1994, New York City, New York.
Bila je soproga 35. predsednika ZDA Johna F. Kennedyja in od 20. januarja 1961 do 22. novembra 1963 prva dama ZDA.

## Otroštvo in študij
Njena starša sta se poročila 7. julija 1928 v katoliški cerkvi Sv. Filomene v East Hamptonu. Oče John Vernon Bouvier III (1891-1957), imenovani Črni Jack (imel zelo temno polt), je bil newyorški bankir in borzni posrednik. Bil je bolj pustolovskega duha, markanten, imel francoske, škotske in angleške korenine. Prvi Bouvier, francoski mizar, se je že leta 1815 iz Provanse v južni Franciji priselil v Filadelfijo v ZDA ter uspel v poslu z dragim pohištvom. Mati Janet Norton Lee (1906-1989) je bila irska potomka. Njeni stari starši so bili iz grofije Cork in so leta 1840, v času velike irske lakote, emigrirali v ZDA, New York.
3. marca 1933 je dobila Jackie sestro Caroline Lee Bouvier (klicali so jo Lee), kasneje poročeno Radzwill. Sestri sta bili deležni rimsko-katoliške vzgoje. Prva leta je živela družina v New Yorku, kjer je začela Jackie leta 1935 obiskovati šolo. Nato so se preselili v East Hampton na Long Islandu. Starša sta se leta 1940 ločila, kar je Jackie in Lee zelo prizadelo. Očeta sta oboževali in ga često obiskovali. Čeprav je bil zelo družaben, se ni več poročil, mati še dvakrat. Njen drugi mož je bil zelo bogat, dvakrat ločeni newyorški poslovnež, bankir in borznik Hugh Dudley Auchincloss ml. (1897-1976). Iz tega zakona je imela Jackie polsestro Janet Jennings Auchincloss (1945-1985) in polbrata Jamesa L. Auchinclossa (*1947). Iz obeh prejšnjih zakonov očima so bili še trije otroci.
Sprva je Jackie obiskovala osnovni šoli »Chopin-School« v New Yorku (1935-42) in nato »Holton-Arms School«, Bethesda, Maryland (1942-44). Nadaljevala je na srednji šoli v Farmingtonu, Connecticut. To je bila privatna dekliška šola »Miss Porter School«, poleg angleškega se je učila še francoskega, italijanskega in španskega jezika. Študij je leta 1947 nadaljevala na »Vassar College«, Poughkeepsie, tam se je izobraževala že njena mati. Jackie je vpisala zgodovino, literaturo, umetnost in francoščino. V šolskem letu 1947/48 je bila debitantka leta, kar postanejo samo najboljši. V šolskem letu 1949/50 se je udeležila mednarodne izmenjave študentov in odšla v Francijo. Sprva je bila na univerzi v Grenoblu, kjer je obiskovala intenzivni tečaj francoskega jezika, nato je na Sorboni v Parizu študirala francosko literaturo. Vrnila se je domov, se prepisala in zaključila študij na Univerzi George Washington. Nato je še absolvirala ameriško zgodovino na Georgetown University v Washingtonu. Ko je leta 1951 zaključila študij, ji je vpliven očim dobil službo fotoreporterke pri časopisu Washington Times-Herald, kjer je imela svojo kolumno.
Od decembra 1951 do marca 1952 je bila Jackie zaročena z mladim borznim posrednikom Johnom G.W. Hustedom.

## Zakon z Johnom F. Kennedyjem
John F. Kennedy in Jacqueline Bouvier sta se spoznala v maju 1952 na večerji pri skupnih prijateljih in se zaročila junija 1953. Poročila sta se 12. septembra 1953 pred 700 svati v cerkvi sv. Marije v letovišču Newport, zvezna država Rhode Island. Poročno slavje z 1200 svati se je nadaljevalo na posestvu nevestinega očima Auchinclossa, na farmi Hammersmith, kjer je družina preživljala poletja.
Prva leta zakona sta Jack in Jackie – kot so jih klicali domači in prijatelji - preživela v Washingtonu D.C.
V zakonu so se rodili štirje otroci: Arabella (mrtvorojena 1956), Caroline (*27. november 1957), John Fitzgerald Kennedy ml. (25. november 1960; †16. Julij 1999) in Patrick Bouvier Kennedy (prezgodaj rojen, * 7. avgust 1963; † 9. avgust 1963). 

### Prva dama ZDA
Ko je John F. Kennedy leta 1960 kandidiral za predsednika ZDA je bila Jackie noseča in se ni udeleževala napornih volilnih kampanj po državi. Sodelovala pa je v časopisnih in televizijskih intervjujih. Zaradi znanja tujih jezikov je sodelovala v radijskih oddajah za tujino. Znano je, da jo politika sicer ni zanimala, a je vsa leta pomagala možu pri sestavljanju govorov, iskanju raznega gradiva, primernih citatov, mu prevajala članke in podobno.
Volilno tekmo je dobil John F. Kennedy in 20. januarja 1961 zaprisegel kot 35. predsednik ZDA. Jackie Kennedy je postala tretja najmlajša prva dama ZDA.
Njen prvi in največji projekt je bila prenova Bele hiše. Februarja 1961 je za to ustanovila odbor in 14. februarja 1962 je že vodila televizijsko ekipo CBS-a (Columbia Broadcasting System) z moderatorjem Charlesom Collingwoodom po zgodovinsko restavrirani rezidenci, kar je na ekranih spremljalo 50 milijonov Američanov.
Veliko pozornost javnosti je bila deležna tudi zaradi svoje elegantne in drage garderobe. Bila je prava modna ikona in konec leta 1960 izbrana za najbolje oblečeno žensko na svetu. Imela je osebnega dizajnerja Olega Cassinija.

### Atentat v Dallasu in življenje po njem
V petek, 22. novembra 1963, sta se zakonca Kennedy odpravila na politični shod v Dallas. Predsednik je prišel pomiriti krajevno demokratsko stranko, kjer so se bojevale razne struje in prišel je tlakovati pot za predsedniške volitve leta 1964. V družbi guvernerja Teksasa Johna Connalyja in njegove žene so se okoli poldneva v odprti limuzini in v koloni 22 vozil peljali skozi mesto. Množica jih je navdušeno pozdravljala. Ko je avtomobil zapeljal na Elm Street v Dealey Plazo, je prišlo do treh ali več strelov iz poslopja šolske knjižnice, tretji strel je bil za predsednika usoden. 
25. novembra je bil pogreb ob navzočnosti predstavnikov 92 držav, vsi so občudovali pogumno držo Jackie Kennedy.
Dva tedna po pogrebu moža se je vdova Jackie z otrokoma preselila iz Bele hiše v apartma na Peti aveniji v New Yorku ter se za eno leto umaknila iz javnega življenja. V teh težkih časih je njej in otrokoma nudil močno oporo svak Robert F. Kennedy. Ko pa je bil 5. junija 1968 tudi nanj izveden atentat in je naslednje jutro umrl, se je Jackie zbala za življenja svojih otrok.

## Zakon z Aristotelom Onassisom
20. oktobra 1968 se je poročila s premožnim grškim ladjarjem Aristotelom Onassisom - Arijem, ki ji je že nekaj časa dvoril. Umaknila se je na njegov varen sredozemski otok Skorpios (tam je bila tudi poroka), ki je slovel po prelepih peščenih plažah (ta otok v Jonskem morju je leta 2013 Athina Roussel, Onassisova vnukinja, prodaja ruskemu miljarderju za 153 milijonov dolarjev). Ko pa sta otroka postala šoloobvezna, ju je Jackie vpisala v ameriške šole v New Yorku. Tako so živeli deloma v tem mestu, deloma na grškem otoku, sama Jackie pa je zelo veliko časa preživela v mondenem Parizu, kjer se je predajala nakupom. Zakon je bil v krizi, bila sta pred ločitvijo. 15. marca 1975 je Aristotel Onassis umrl.

## Vrnitev v ZDA
46-letna Jackie - vdova drugič, se je vrnila v ZDA. Otroka sta že skoraj odrasla, našla si je delo knjižne urednice, saj je literaturo oboževala. Sprva je bila tri leta pri založbi Wiking Press v New Yorku, nadaljevala pri založbi Daubleday, kjer so pod njenim vodstvom izdali nekaj odmevnih knjig. Prijateljevala je z industrialcem in draguljarjem belgijskih korenin Mauriceom Templesmanom. Živela sta izmenično med New Yorkom in otočkom Martha s Vineyard.
Januarja 1994 je izvedela, da ima raka, Ne-Hodgkinov limfom (NHL). Kot strastna kadilka je pokadila po tri škatle cigaret na dan! Umrla je 19. maja 1994 zvečer, pokopali so jo ob prvem možu Johnu F. Kennedyju, nagrobni govor je imel takratni predsednik ZDA Bill Clinton.